# Jean-Pierre Reduron
Jean-Pierre Reduron, né en 1950, est un botaniste et ingénieur agronome français.
Spécialiste de la famille des Apiacées (Ombellifères), il participe à plusieurs collaborations nationales et internationales. Auteur de nombreux articles, il a notamment produit l’ouvrage encyclopédique Ombellifères de France, fruit de 24 années de travaux pluridisciplinaires. Il est impliqué dans la conservation du monde végétal. Les Apiacées comptent désormais près de 4 000 espèces, recensées à travers son entreprise VIA APIA.
En 1996, il reçoit le prix de Coincy décerné par la Société botanique de France.
Il est membre du conseil d'administration de la Société industrielle de Mulhouse. Il a réalisé le Plan vert de Mulhouse (multiplication des arbres et des espaces verts, création d’un conservatoire de plantes) puis mis au point des plans d’ensemble sur l’Environnement et le Développement Durable (1ère Charte d’Écologie urbaine en France, Agenda 21…).
Il est vice-président de la Société botanique d'Alsace. Il est membre de la Société botanique de France depuis 1981.
Il est président de l'Association française pour la conservation des espèces végétales (en 2005),, membre de la commission des conservatoires botaniques nationaux et membre du Conseil national de la protection de la nature.
Il a décrit et nommé plus de 90 taxons différents.

## Publications
- Jean-Pierre Reduron et Bernard Muckensturm, Ombellifères de France : monographie des Ombellifères (Apiaceae) et plantes alliées, indigènes, naturalisées, subspontanées, adventices ou cultivées de la flore française, Société Botanique du Centre-Ouest, 2007 (OCLC 187318694, lire en ligne)
- Jean-Pierre Reduron, L'Arbre : un être vivant dans la ville, Impr. Sprenger, 1989 (OCLC 42773614, lire en ligne)
- Romaric Pierrel, Jean-Pierre Reduron, Pierre Guy et André Charpin, Les herbiers, un outil d'avenir : tradition et modernité. Actes du colloque de Lyon, 20-22 novembre 2002, (organisé par l'AFCEV et la Société botanique de France), AFCEV, 2004 (ISBN 978-2-9514620-2-1, OCLC 496637130, lire en ligne)
- J. P Reduron, Le Patrimoine floral de Haute-Alsace : listes commentées des espèces végétales menacées en Haute-Alsace, Bulletin de la Société industrielle, 1986 (OCLC 30707214, lire en ligne)